# 黄绍芬
黄绍芬（1911年—1997年），笔名黄克，男，广东中山人，中国电影摄影师，曾任中国电影家协会理事。